# Ville Platte
Ville Platte es una ciudad ubicada en la parroquia de Evangeline en el estado estadounidense de Luisiana. En el Censo de 2010 tenía una población de 7430 habitantes y una densidad poblacional de 713,97 personas por km².

## Geografía
Ville Platte se encuentra ubicada en las coordenadas 30°41′24″N 92°16′27″O / 30.69000, -92.27417. Según la Oficina del Censo de los Estados Unidos, Ville Platte tiene una superficie total de 10.41 km², de la cual 10.41 km² corresponden a tierra firme y (0%) 0 km² es agua.

## Demografía
Según el censo de 2010, había 7430 personas residiendo en Ville Platte. La densidad de población era de 713,97 hab./km². De los 7430 habitantes, Ville Platte estaba compuesto por el 33.78% blancos, el 64.37% eran afroamericanos, el 0.16% eran amerindios, el 0.55% eran asiáticos, el 0% eran isleños del Pacífico, el 0.32% eran de otras razas y el 0.81% pertenecían a dos o más razas. Del total de la población el 1% eran hispanos o latinos de cualquier raza.